# Faro de Punta de Capelinhos
El faro de la Punta de los Capelinhos se localiza en la punta de mismo nombre, en la parroquia de Capelo, Isla de Fayal, en las Azores (Portugal).
Su estructura está compuesta por un cuerpo rectangular, de dos pisos (uno de los cuales actualmente soterrado), con cuatro viviendas, y por una torre central de planta octogonal de 20 metros de altura. Fue construido en mampostería de piedra remolcada (en otra época pintada), excepto las molduras de los vanos, los cuñas y a cornisa, que son en piedra a la vista.
Dejó de operar el 29 de septiembre de 1957, en virtud de la erupción volcánica.

## Historia
A finales del siglo XIX, el Servicio de Faros decide levar por a causa una idea que ya venía de 1883. Se idea la construcción de un faro que cubra un sector marítimo de 222° conforme los planos del 17 de enero de 1894. Las obras de construcción se iniciaron el 1 de abril de ese mismo año, teniendo, en 1901 recibido la visita del Rey D. Carlos y de la Reina D. Amélia.
Fue inaugurado el 1 de agosto de 1903, funcionando entonces con un candelero a petróleo de cuatro torcidas, con óptica flotando en baño de mercurio. Emitía una luz con cuatro relámpagos alternadamente blancos y rojos teniendo también instalado un señal sonoro de neblina.
En septiembre de 1957, debido a la erupción volcánica, el faro fue desactivado, siendo retiradas la óptica y otros equipamientos como los grupos electrógenos que habían sido recientemente instalados y que suministraban la energía para el faro.
En 2005 el Gobierno Regional de los Azores anunció planos para la rehabilitación estructural del faro y la instalación de la linterna visitable, con un centro museológico anexo. La linterna fue reinstalada en el inicio de 2006 y el 17 de agosto de 2008 fue inaugurado el Centro de Interpretación del Volcán de los Capelinhos, funcionando junto al faro.
El área de erupción está clasificada como paisaje protegida de elevado interés geológico y biológico e integra a Red Natural 2000.

## Galería

Vista panorámica.
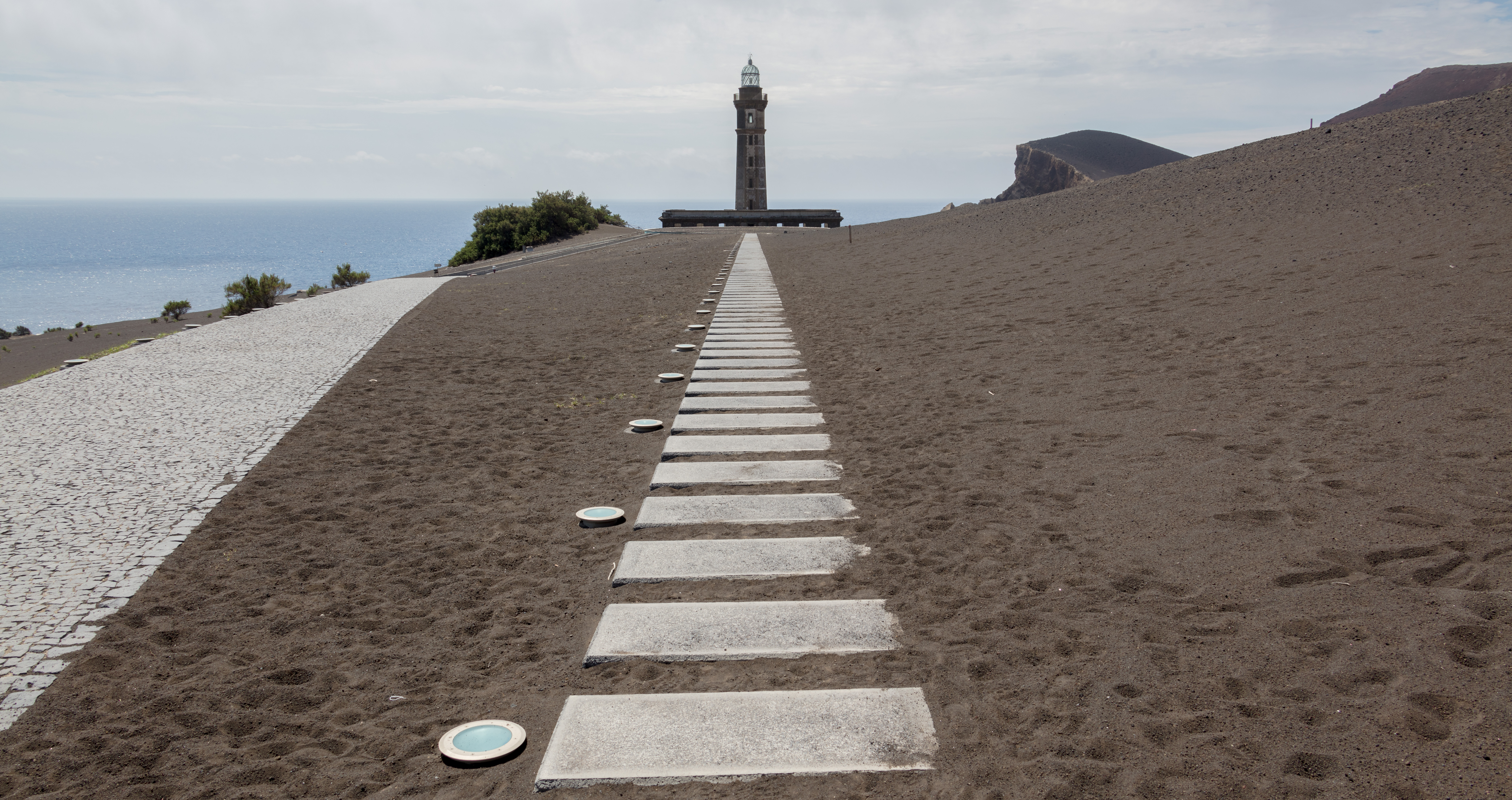
Camino hacia el faro.
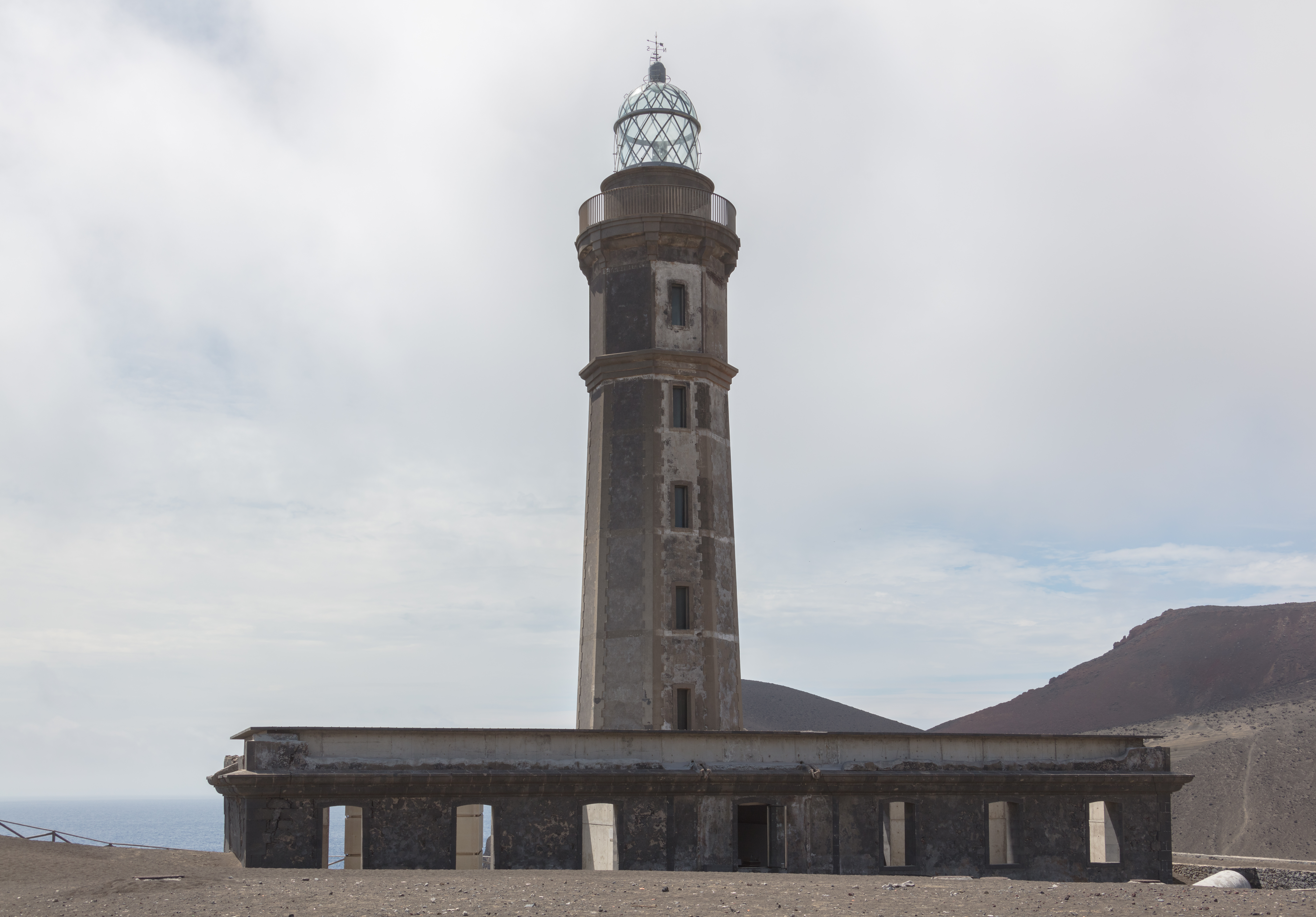
Faro y planta.
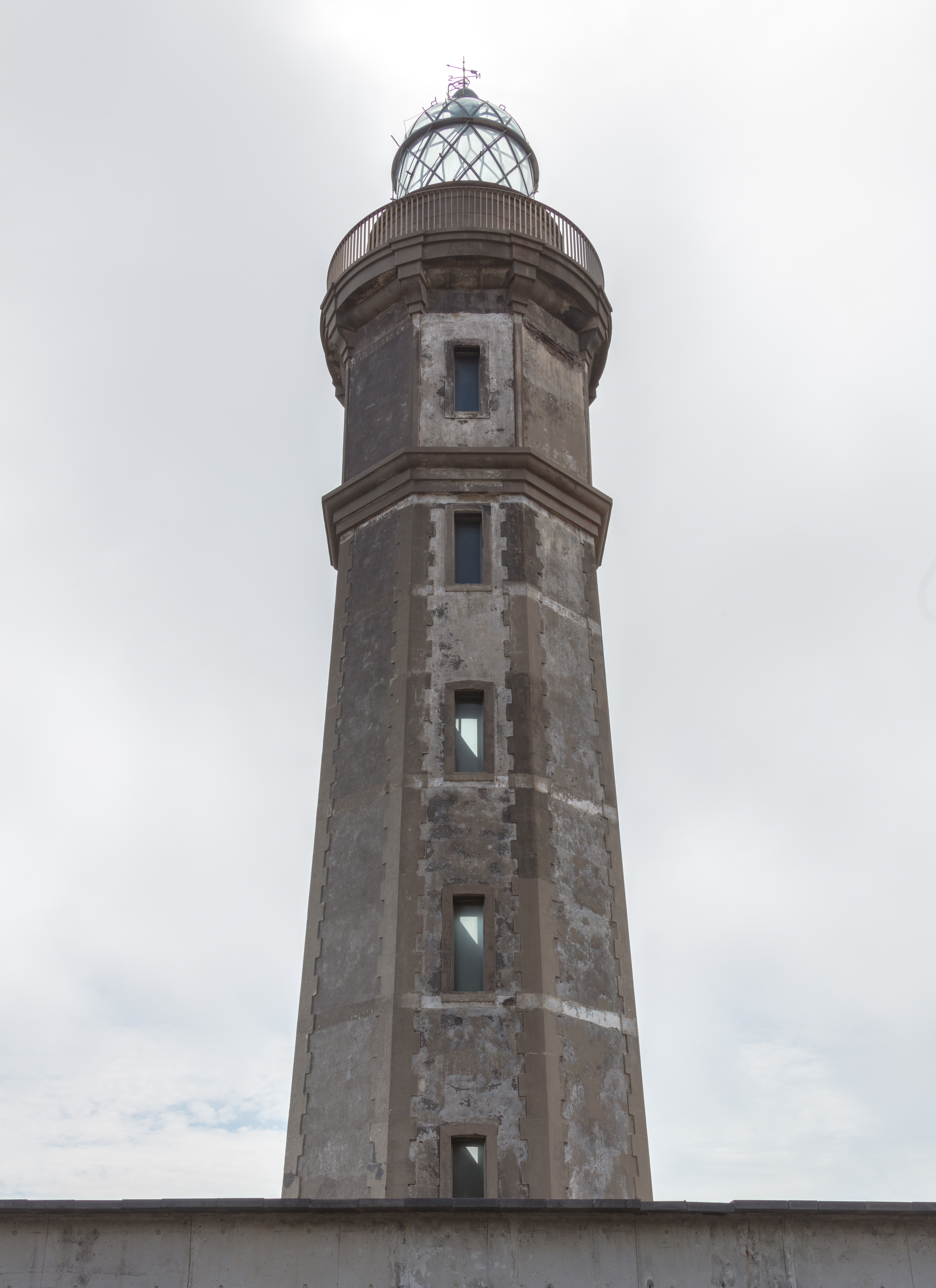
Detalle del faro.
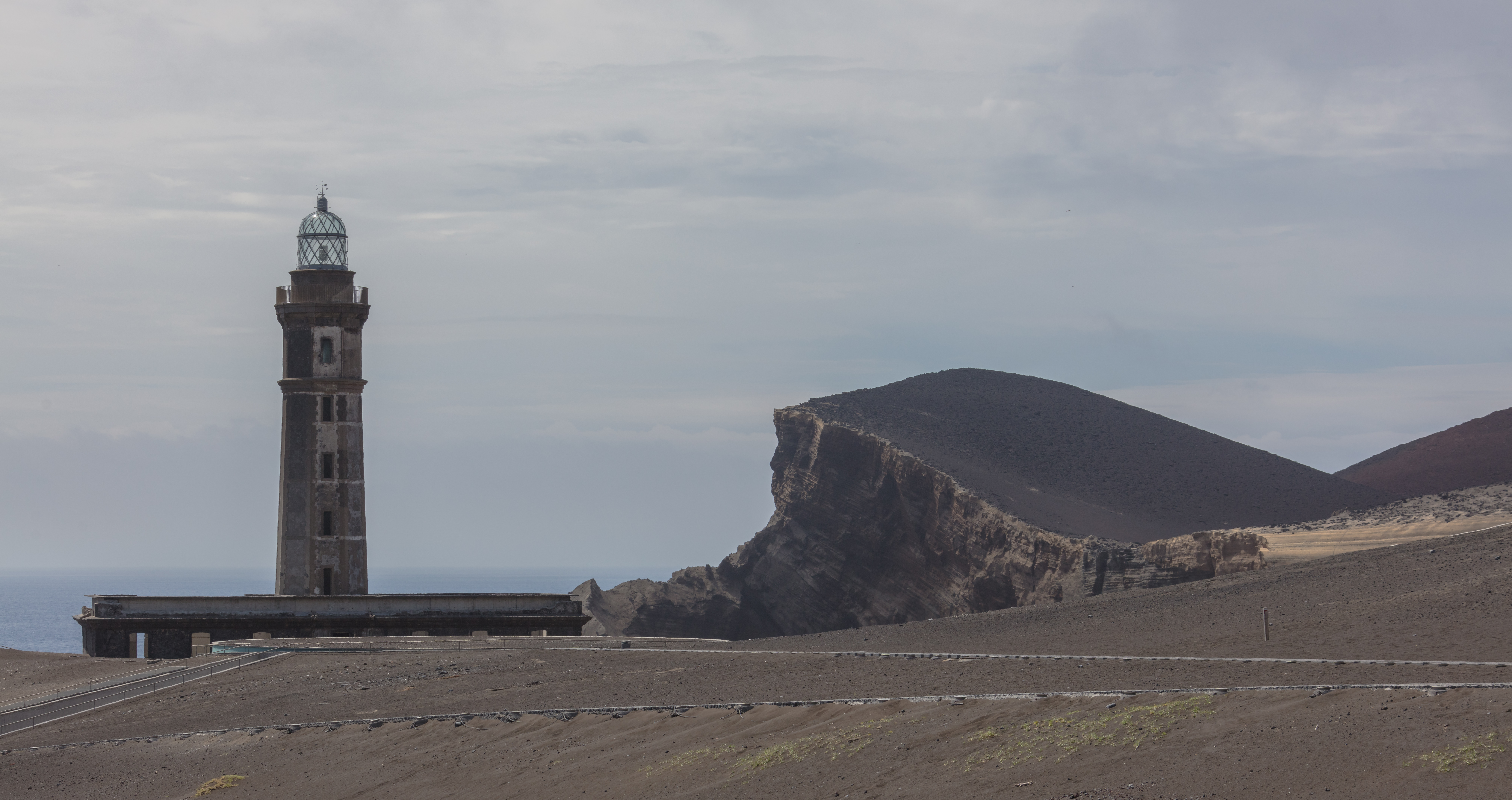
Faro y alrededores.
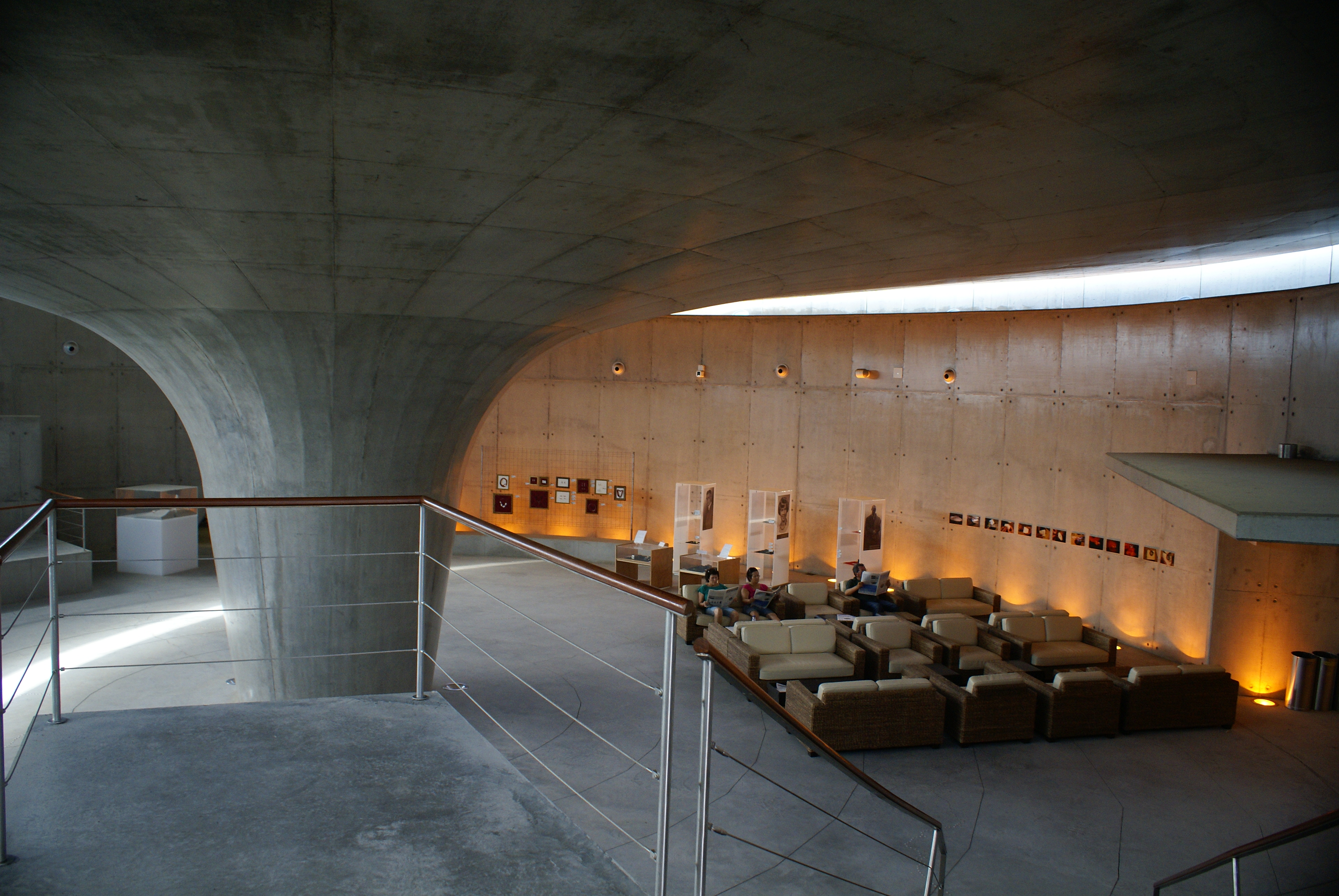
Centro de Interpretación.